# Ахмед Хъфзъ паша
Ахмед Хъфзъ паша (на турски: Ahmed Hıfzı Paşa) е османски офицер и чиновник.

## Биография
Роден е в 1832 година. От юни 1881 до юли 1883 година е валия на Косовския вилает в Скопие. От октомври 1889 до октомври 1897 година е валия в Янина. Според друг източник от октомври 1889 до октомври 1897 година валия в Янина е Ахмед Еюб паша.
Умира в 1900 година.